# Hélophyte
Ne doit pas être confondu avec héliophyte, plante ayant d'importants besoins en lumière ; ou halophyte, plante adaptée aux milieux salés.

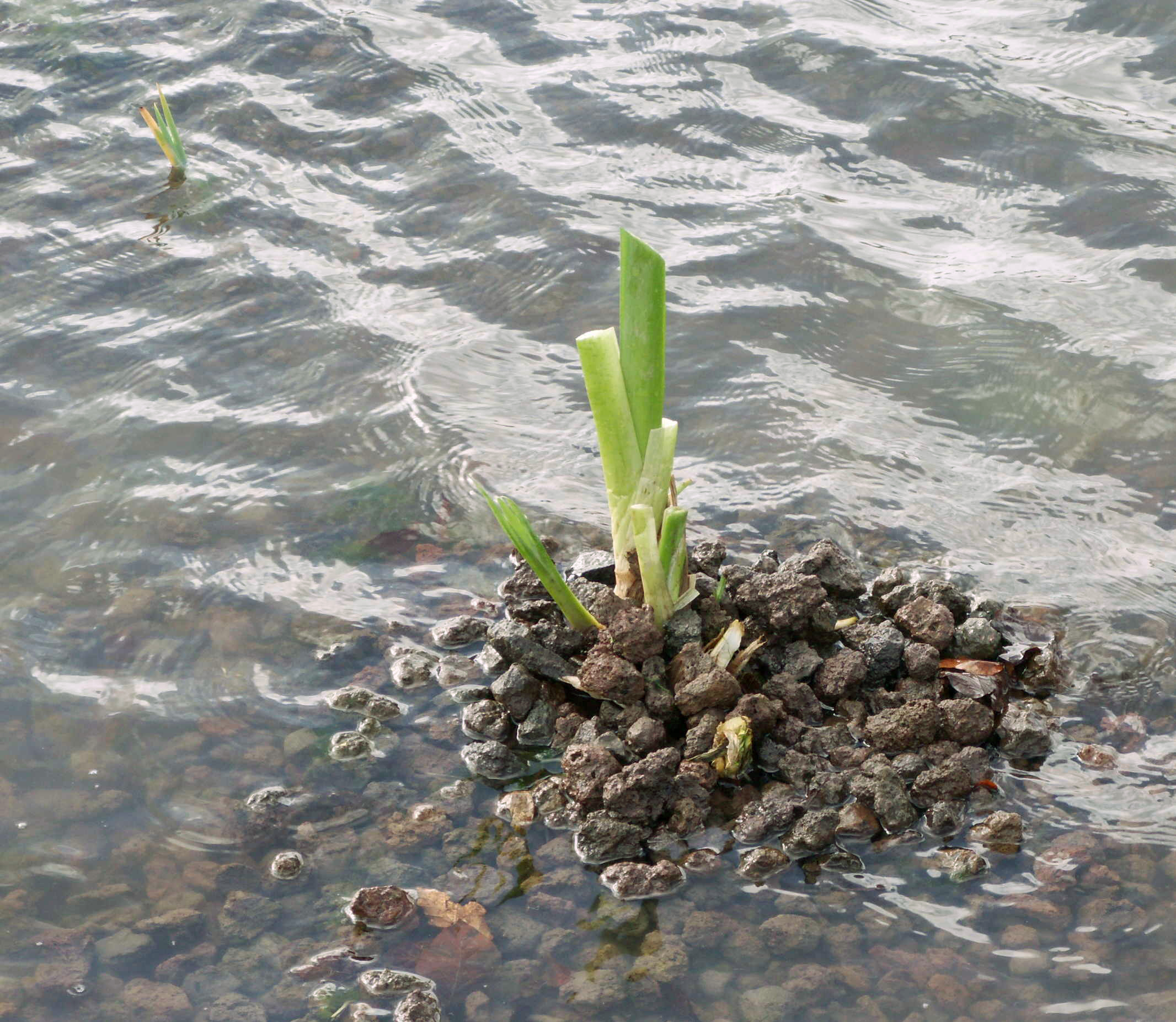
L’iris des marais est un hélophyte.

Une plante hélophyte (du grec helos, « marais », et phytos, « plante ») est une espèce hygrophile, se développant dans les substrats gorgés d'eau (vase, limon, tourbe) mais dont les bases des tiges sont le plus souvent non immergées (saules, peupliers, Carex, Iris d'eau). Elle se distingue des hydro-hélophytes, plantes semi-aquatiques dont les tiges feuillées et les fleurs sont au-dessus de l'eau (joncs, roseaux, Massette, Jussie des marais).
Les hélophytes sont typiquement les plantes de marais qui prospèrent dans les ceintures végétales des zones humides ; ce sont des plantes typiques d'écotones.
Les plantes amphiphytes quant à elles supportent d'avoir des racines immergées ou non.

## Exemples
L'exemple le plus connu de plante semi-aquatique en zone tempérée est le roseau commun Phragmites australis.
Les ceintures de végétation sont constituées par plusieurs hélophytes telles que la grande glycérie, le jonc des tonneliers, les massettes, le scirpe des marais ou le scirpe maritime, etc..

## Écologie
En zone froide et tempérée ce sont des plantes dont le développement saisonnier est très marqué.
Elles passent l'hiver sous forme de rhizome riche en réserves énergétiques, puis sont capables d'une croissance très rapide au printemps et en été.
Ces plantes jouent un grand rôle dans les écotones de cours d'eau lent et de masses d'eau stagnantes, en complexifiant et épurant l'environnement physique qu'elles colonisent (production d'oxygène, décolmatage et aération des sédiments par la croissance (y compris hivernale) du rhizome, lequel sert aussi de support à des microorganismes symbiotes ou non, qui avec les racines participent au cycle des nutriments, à la rétention et à la stabilisation de la matière organique et du substrat. Elles diminuent ainsi la turbidité de l'eau et freinent la remise en suspension des particules sédimentées, au profit du phytoplancton et du zooplancton qui bénéficient alors à plus grande profondeur de la lumière solaire. Elles épurent dans une certaine mesure et dans les limites de leurs capacités de croissance le milieu des excès d'azote et de phosphore en intégrant ces nutriments dans leur biomasse, qui pour partie sera consommée par des animaux herbivores ou des organismes décomposeurs.
En présence de polluants non biodégradables, elles peuvent jouer un rôle dans la bioconcentration ou biomagnification et bioturbation du milieu, notamment en présence de mercure avec, en condition plutôt anaérobie des racines, la production par les bactéries de méthylmercure très toxique
, qui peut être plus ou moins provisoirement stocké dans les pores du sédiment.
Elles fixent les berges instables et permettent à de nombreux animaux de se cacher d'une partie de leurs prédateurs ; sous l'eau et dans l'air, elles offrent en effet un refuge à diverses espèces d'invertébrés aquatiques, de poissons, de reptiles et d'amphibiens, d'oiseaux et à quelques mammifères. Elles participent à la construction des tourbières et jouent donc un rôle important en matière de puits de carbone.
Elles étaient autrefois contrôlées par les variations de niveau d'eau et par des herbivores tels que l'élan (l'un des rares mammifères terrestre à être capable de manger la tête sous l'eau) et rongeurs le castor qui peut localement à la fois favoriser les hélophytes par ses barrages qui font monter le niveau d'eau et le niveau piézométrique zéro, ou créer de nouvelles zones humides permanentes ou semi-permanentes susceptibles d’accueillir des hélophytes.

Elles sont aujourd'hui plus souvent gérées ou récoltées (là où elles doivent l'être) par les techniques dites de faucardage.

## Vulnérabilités
Les habitats vaseux ou alluviaux sableux colonisés par les hélophytes restent fragiles et sensibles d'une part à l’envasement puis à l'atterrissement et d'autre part au piétinement ou passage répété d'animaux lourds (vaches par exemple) en bordure d'eau. Certaines formes de pollution (dystrophisation ou rejets de certains effluents, désherbants et autres biocides) peuvent aussi leur être fatales, de même localement que l'apparition d'espèces exotiques envahissantes concurrentes comme en France le lagarosiphon (Lagarosiphon major), l’élodée (Egeria densa), le myriophylle du Brésil (Myriophyllum aquaticum), ou la jussie (Ludwigia grandiflora) qui se répandent dans les zones humides depuis la fin du XXe siècle.

## Usages
Depuis la préhistoire, des hélophytes ont été utilisées par l'Homme pour produire le chaume de toitures étanches à l'eau, ou faire des tapis isolant les sols humides ou boueux, ou pour d'autres usages (dont sur le lac Titicaca dans les Andes notamment où des villages entiers vivent sur des îles flottantes d'hélophytes mortes, se déplacent sur des bateaux (dits « yampas ») faits de roseaux, vivent dans des huttes construites avec ces mêmes roseaux (dits tortoras) et les utilisent pour de nombreux produits de l'artisanat.
Des hélophytes ont aussi été utilisées pour produire les papyrus servant à l'écriture dans l'Égypte antique, bien avant l'apparition du papier.
Des cultures d'hélophytes sont aujourd’hui aussi très utilisées pour stabiliser certaines berges contre l'érosion hydrique (technique de génie écologique ou génie végétal, pour filtrer (ex : sur filtre à sable planté d'hélophytes) et épurer des eaux pluviales, ou des eaux usées, en fin de cycle de lagunage naturel, pour épurer des eaux polluées par certains métaux lourds (chrome par exemple) ou encore pour le séchage de boues d'épuration. Elles sont alors plantées (rhizomes) ou semées pour mieux assurer leur diversité génétique.